# Organisatoriskt mål
Företag, organisationer, myndigheter och kommuner har oftast organisatoriska mål. Dessa fungerar som styrande för organisationen under en viss tidsperiod. Mål sätts oftast på några olika tidshorisonter, som ett år och fem år. För att nå sina mål behöver en organisation en strategi. Ofta bygger målsättningarna i organisationen på en vision som man arbetar efter.
De organisatoriska målen bryts ofta ner till olika organisatoriska nivåer och funktioner, som t.ex. divisioner, avdelningar, grupper etc. De organisatoriska målen bryts ibland också ner till personliga mål.

## SMART-modellen
Mål skall generellt sett präglas av ett antal viktiga karakteristika. Dessa kan beskrivas enligt modellen SMART:
1. Specifikt, målet ska vara konkret och tydligt. Fokusera på resultat, inte aktiviteter.
2. Mätbart, det skall uttryckas på ett sätt som medger mätning av målet. Hur mycket? Hur många?
3. Accepterat, människor inom organisationen ska acceptera målet som sitt eget.
4. Realistiskt, målet skall kunna nås och vara affärs- och strategianpassat.
5. Tidsbundet, man skall tala om när målet skall nås. Sätt upp milstolpar för bättre överblick av framskridandet.